# Somera borneensis
Somera borneensis är en fjärilsart som beskrevs av Alexander Schintlmeister. Somera borneensis ingår i släktet Somera och familjen tandspinnare. Inga underarter finns listade i Catalogue of Life.